# Caspar von Potthausen
Caspar Potthausen, ab 1651 von Potthausen, (* um 1600; † 1663) war Kurbrandenburger Generalwachtmeister zu Fuß, Geheimer Kriegsrat sowie Erbherr von Götzdorf bei Stade.

## Leben

### Herkunft
Er soll einem Stettiner Ratsgeschlecht entstammen, nach anderen Quellen stammt er aus Westfalen.

### Militärlaufbahn
Im Jahr 1632 war er Kurbrandenburger Oberstleutnant zu Ross. Am 20. März 1638 erhielt er nach untadeligem Dienst seine Demission. Aber Ende 1638 errichtete er ein Regiment zu Roß, bestehend aus 8 Kompanien mit 700 Pferden und einer Kompanie Dragoner von 100 Mann. Das Regiment führte blaue Fahnen. Da Kurfürst Friedrich Wilhelm die Werbungskosten nicht zahlen konnte, wurde Potthausen am 24. Dezember 1644 mit dem Gut Scharpenlohe belehnt. Im Jahr 1646 warb er 4 Kompanien Leibgarde zu Fuß, die in Begleitung des Kurfürsten nach Kleve kamen. Dieser muss eine hohe Meinung von Potthausen gehabt haben, denn bereits kurz zuvor hatte er diesen beauftragt, Schmuck für 3000 Taler in Hamburg zu kaufen, den der Kurfürst bei seiner Hochzeit mit der Prinzessin Luise Henriette von Oranien tragen wollte. Das Geld hatte sich der Kurfürst von seiner Mutter leihen müssen.
Der Kurfürst ernannte Potthausen 1648 zum Oberst und Kommandanten von Hamm in Westfalen, 1650 wurde er dann Kommandant von Minden. Am 12. November 1651 erhielt er die Adelserhebung. Im Jahr 1652 wurde er dann zum Gouverneur der Festung Minden befördert, den Posten musste er 1656 an Christoph von Kannenberg abgeben. 1658 wurde avancierte er zum Generalwachtmeister zu Fuß sowie zum Geheimen Kriegsrat bei der Armee in Preußen.